# Cephalodella vacuna
Cephalodella vacuna är en hjuldjursart som beskrevs av Myers 1924. Cephalodella vacuna ingår i släktet Cephalodella och familjen Notommatidae. Inga underarter finns listade i Catalogue of Life.